# Torcastle

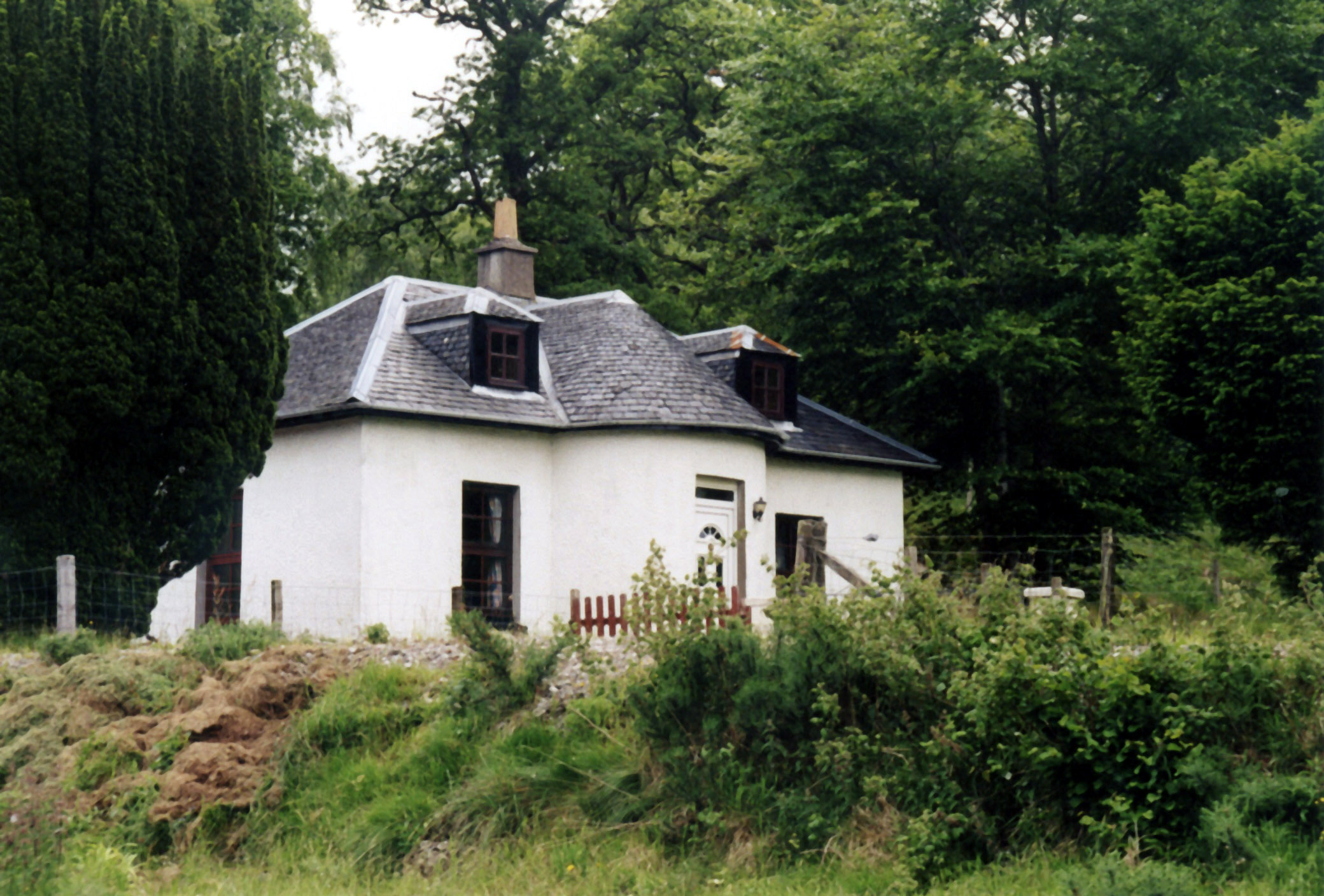
Das Bank Cottage im Norden

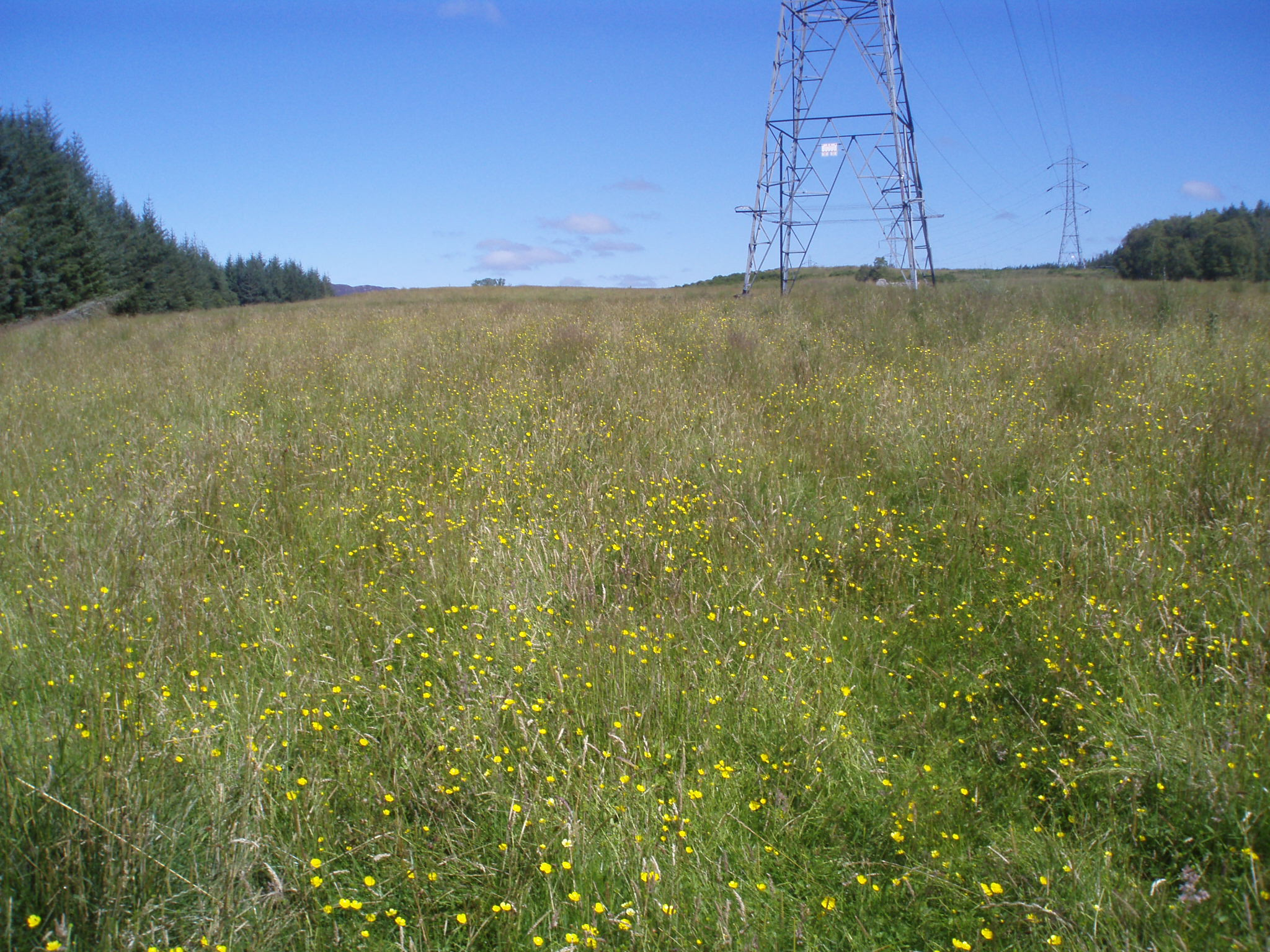
Wiese bei Torcastle

Torcastle ist eine kleine Ortschaft, die südwestlich von Inverness in der Region Highland im Norden von Schottland liegt. Im Rahmen der historischen Gliederung Schottlands in Civil Parishes zählt es zu Kilmallie, das zu Inverness-shire gehörte.

## Geographie
Torcastle liegt auf einer künstlich entstandenen Insel, die durch den Bach Allt Sheangain auf der westlichen, den Kaledonischen Kanal auf der nördlichen und den River Lochy auf der südlichen und östlichen Seite begrenzt wird. Das Umfeld ist rein landwirtschaftlich geprägt. Der Ort selbst umfasst rund ein halbes Dutzend Anwesen, die teilweise zu Wohn- und Urlaubszwecken genutzt werden.

## Verkehr
Verkehrstechnisch zu erreichen ist Torcastle über landwirtschaftliche Nebenwege. Eine Unterführung durch den Kaledonischen Kanal verbindet sie mit der von Banavie nach Spean Bridge führenden B8004. Nächstgrößere Ortschaft ist das im Süden gelegene Fort William. Ebenfalls an Torcastle vorbei führt der Great Glen Way.

## Historisch Bedeutsames
Seinen Namen trägt der Weiler vom unmittelbar südlich gelegenen Tor Castle. Unter Denkmalschutz steht das im Norden am Kaledonischen Kanal um 1815 nach einem Entwurf von Thomas Telford errichtete Bank Cottage.